# Megan Keith
Megan Keith (* 23. April 2002 in Inverness) ist eine britische Leichtathletin, die sich auf den Langstreckenlauf spezialisiert hat.

## Sportliche Laufbahn
Erste internationale Erfahrungen sammelte Megan Keith bei den Crosslauf-Europameisterschaften 2019 in Lissabon, bei denen sie nach 15:06 min auf den 27. Platz im U20-Rennen gelangte. 2021 belegte sie bei den U20-Europameisterschaften in Tallinn in 9:16,50 min den vierten Platz im 3000-Meter-Lauf, im Dezember siegte sie in 13:41 min im U20-Rennen bei den Crosslauf-Europameisterschaften in Dublin und sicherte sich auch in der Teamwertung die Bronzemedaille. Bei den Crosslauf-Europameisterschaften 2022 in Turin gewann sie nach 20:08 min die Silbermedaille im U23-Rennen hinter der Italienerin Nadia Battocletti und sicherte sich in der Teamwertung die Goldmedaille. Bei den Crosslauf-Weltmeisterschaften 2023 in Bathurst wurde sie nach 38:32 min 52. im Einzelrennen im Juli siegte sie in 15:34,33 min im 5000-Meter-Lauf bei den U23-Europameisterschaften in Espoo. Anschließend schied sie bei den Weltmeisterschaften in Budapest mit 15:21,94 min in der Vorrunde über 5000 Meter aus. Im Dezember siegte sie in 25:32 min bei den Crosslauf-Europameisterschaften in Brüssel im U23-Rennen und sicherte sich in der Teamwertung erneut die Goldmedaille. Im Jahr darauf gewann sie bei den Europameisterschaften in Rom in 31:04,77 min die Bronzemedaille im 10.000-Meter-Lauf hinter der Italienerin Nadia Battocletti und Diane van Es aus den Niederlanden. Im August wurde sie bei den Olympischen Sommerspielen in Paris in 33:19,92 min 23.

## Persönliche Bestzeiten
- 3000 Meter: 8:52,51 min, 7. Juni 2023 in Kopenhagen
- 5000 Meter: 14:43,24 min, 27. April 2024 in Suzhou
- 10.000 Meter: 30:36,84 min, 16. März 2024 in San Juan Capistrano
- 10-km-Straßenlauf: 31:22 min, 14. Januar 2024 in Valencia